# Sotero Aranguren
Sotero Aranguren (Buenos Aires, 7 maggio 1894 – San Sebastián, febbraio 1922) è stato un calciatore argentino naturalizzato spagnolo, di ruolo centrocampista.

## Carriera
Col Real Madrid vinse una Coppa di Spagna e tre Campionati regionali. Morì prematuramente a soli 28 anni.

## Palmarès

### Club

#### Competizioni nazionali
- Coppa di Spagna: 1

Real Madrid: 1917